# 宗林寺 (観音寺市)
宗林寺（そうりんじ）は、香川県観音寺市豊浜町にある寺院。宗派は真言宗大覚寺派、本尊は阿弥陀如来で、新四国曼荼羅霊場第24番札所。
御詠歌：南無阿弥陀仏　深き恵みは　和田浜の　波門に浮かぶ　秋の夜の月

## 概要・歴史
奈良時代、和同年間に行基により開基されたと伝わる。境内に立つ白衣観音菩薩像は、昭和54年に平和観音として、長崎平和祈念像の作者北村西望による。四国讃州七福之寺の寺の一つの恵比須天が祀られている。

## 境内

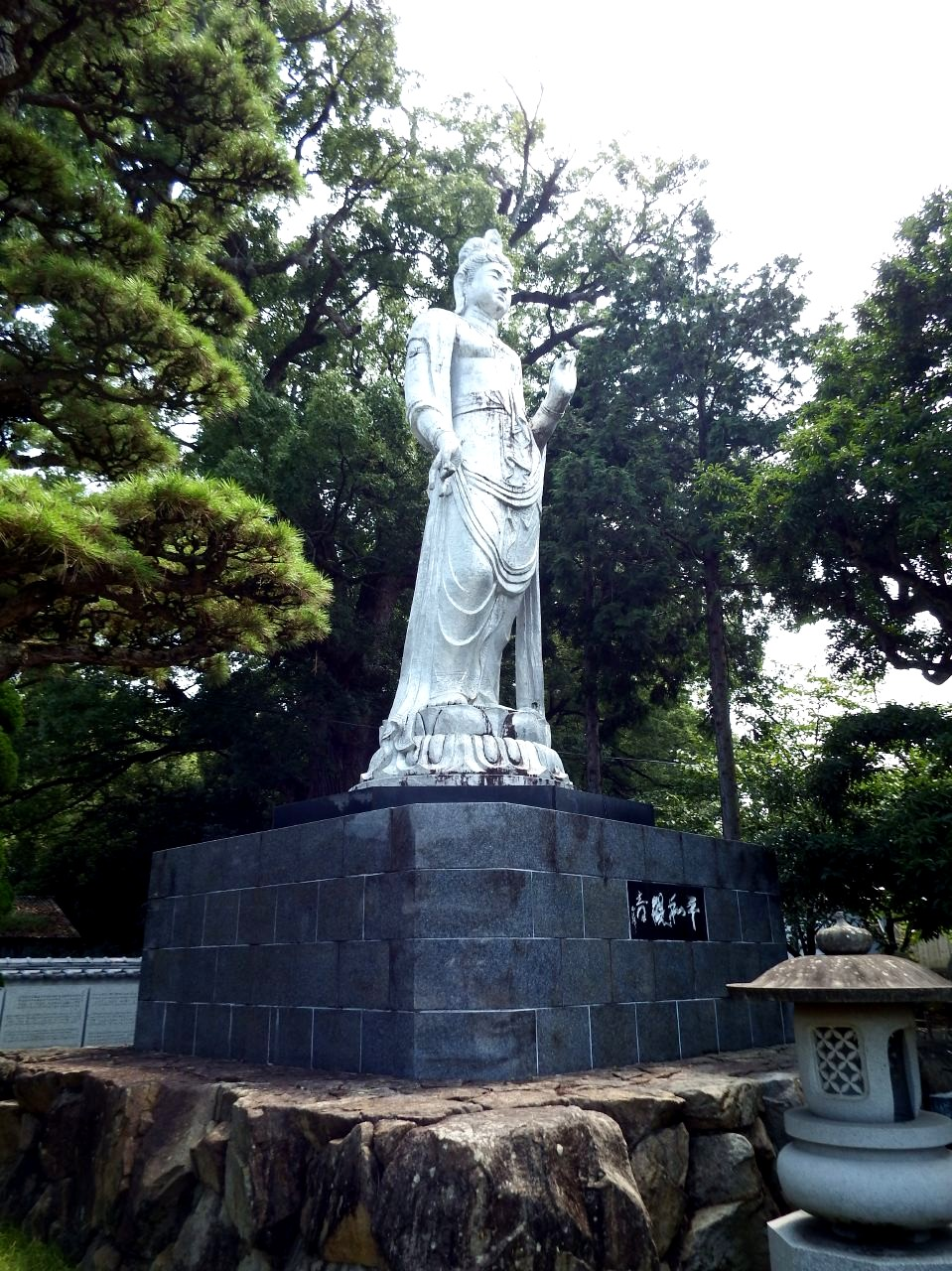
平和観音

- 山門
- 本堂
- 護摩堂：五智如来を奉安
- えびす天堂
- 多宝塔：釈迦如来、文殊菩薩、普賢菩薩

- 平和観音

## 文化財
観音寺市指定有形文化財
- 大般若波羅蜜多経：元寇の時に鎌倉幕府の命で当時の沙門法覚によって書写されたもの。昭和58年7月1日指定。
- 木造十二神将立像

## 交通案内
鉄道
- 四国旅客鉄道（JR四国）予讃線 豊浜駅よりタクシーで約5分。

## 前後の札所
新四国曼荼羅霊場
23番 琴弾八幡宮-- 24番 宗林寺 -- 25番 光厳寺